# 欣季克季格-霍利湖

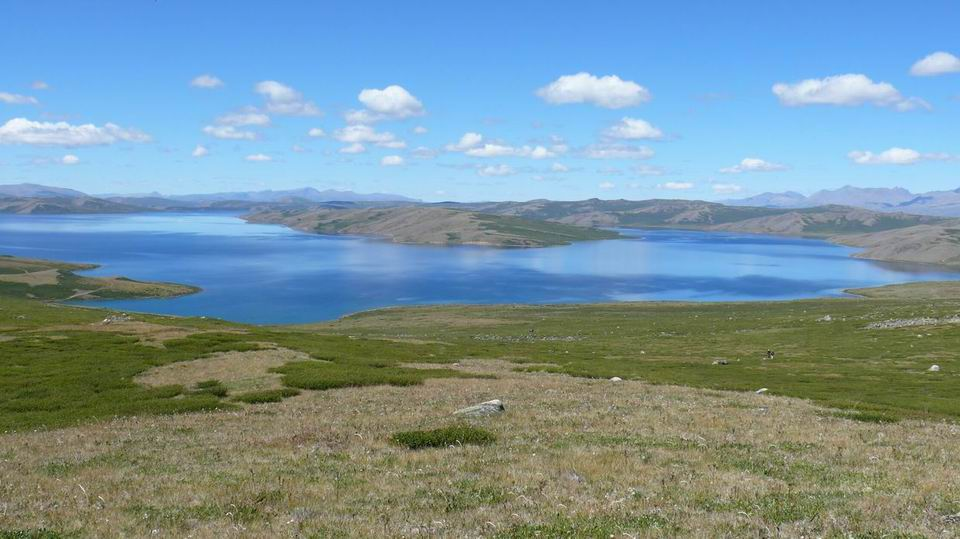

50°21′17″N 89°49′44″E / 50.3547°N 89.829°E
欣季克季格-霍利湖（俄语：Хиндиктиг-Холь），是俄羅斯的湖泊，位於該國南部圖瓦共和國，處於朱盧庫利湖西南面，長14.9公里、寬8.6公里，面積66平方公里，海拔高度2,305米。